# 合隆镇
合隆镇，是中华人民共和国吉林省长春市宽城区下辖的一个行政建制镇。2005年8月19日，合隆镇在行政上由农安县划归宽城区，实际上则由农安县代管。

## 行政区划
合隆镇下辖合隆社区、合心村、朱家园子村、烧锅局子村、孙家窝堡村、迎新村、邓家屯村、白家营子村、谭家屯村、陈家店村、放牛窝堡村、烧锅岭村、赵家粉房村、八家子村、韦家窝堡村、战家窝堡村、孙菜园子村、于家店村、国家屯村、红星村和谷家岭村。

## 政区沿革
嘉庆五年（1800年），清政府增设长春厅，下辖沐德、怀惠、抚安、恒裕四大乡，今合隆镇辖区分属恒裕乡上九甲、北六甲、八甲、下九甲；其中，合隆大部为上九甲，谷家岭、于家店一带属北六甲，国家屯一带属八甲，战家北部等地属下九甲。光绪十五年（1889年），升长春厅为长春府，恒裕乡各甲属之。宣统三年（1912年），长春府推行地方自治，拟划全府为三十乡，原恒裕乡上九甲为恒康乡，该方案未获省民政司批准，也并未正式实行。旋经方案修改，合并原恒裕乡之上、中、下九甲为改设泰和镇，驻合隆街。
中华民国三年（1914年）2月，裁撤泰和镇，并原恒裕乡之北六、七、八、上九、中九、下九甲之地为长春县第三区（又称：乡三区）；辖境东、西分别以伊通河、新开河为限，北抵农安县城，南至长春北郊孟家屯。 满洲国康德二年（1935年），长春县编为5保32甲，小合隆保为其中之一，分为合隆、北新、景田、克林、开安、朝阳、北盛、烧锅8甲。康德五年（1938年），长春县划设26个村，今合隆地界划为合隆村。民国三十五年（1946年）4月，长春县各村改为乡，合隆村改为合隆乡。民国三十七年（1948年）9月，合隆乡改属辽北省长农县，废除乡制改为长农县第十四区，辖1街31村，计219屯，辖境约相当于今农安县合隆镇和宽城区兰家镇。民国三十八年（1949年）6月，第十四区随长农县辖境一起复归吉林省。民国三十八年（1949年）8月，长农县撤销，分设长春、农安两县。合隆区划归长春县，改称长春县第七区。
1952年10月，长春县第七区拆分为长春市第十八区和为长春市第八区。1953年12月，长春市第十八区划归农安县，称为农安县第十七区。1955年8月，农安县第十七区改称合隆区。1956年3月，合隆区撤销，辖境划归开安区，区下设乡镇。位于今天合隆境内的有合隆镇、八家子乡、孙家窝堡乡、谷家岭乡、新立乡、陈家店乡和国家屯乡。1958年5月，原合隆区辖地合并为合隆乡、八家子乡。同年9月，合隆乡、八家子乡合并为合隆人民公社，辖19个管理区，下设生产队。 1983年4月，合隆人民公社改称合隆乡。1984年3月，合隆乡驻地合心村析设合隆镇。11月，撤销合隆乡，并入合隆镇。2003年1月23日，吉林省民政厅将农安县开安镇所属的马家村、德胜村、隆盛村划归合隆镇管辖，日常管理上由开安镇代管。。2005年7月30日，吉林省民政厅决定将合隆镇由农安县划归宽城区，日常管理由农安县代管。

## 人口
根据第七次全国人口普查结果，截至2020年11月1日零时，合隆镇常住人口103291人，占农安县总人口的11.91%。下表列出合隆镇人口的历史数据。
| 年份 | 人口数  | 数据来源               |
| ---- | ------- | ---------------------- |
| 2010 | 68589人 | 第六次人口普查         |
| 2000 | 61674人 | 第五次人口普查         |
| 1987 | 56517人 | 1987版《农安县志》     |
| 1984 | 56932人 | 1987版《农安县志》     |
| 1983 | 55090人 | 1984版《长春市地名录》 |
| 1964 | 41862人 | 1987版《农安县志》     |
| 1953 | 28228人 | 《农安史志资料汇编》   |

## 地理
合隆镇位于吉林省长春市北偏西15km处，是长农公路（即302国道）沿线的一个大集镇。辖区东起伊通河，西跨新凯河辖有部分河西的滩地，南边大体以南大沟（俗名：南大边）与宽城区兰家镇接壤，北边与农安县开安镇间以一系列不明显的地物、田垄交界，西南方包有334国道上的万家桥。辖区范围大致在东经125°01' 18" —125°16' 22" 、北纬43°58' 22" —44°07' 00" 之间，总面积约200平方千米。合隆镇驻地称为合隆街，是长春市北郊的一个卫星城，建成区南北长约6.6千米，东西宽2.2—3.4千米。合隆街中心在长农公路与繁华路交叉点处，地理坐标为东经125°10' 40" ，北纬44°03' 22" 。除合隆街外，合隆镇内较大的居民点有小八家子、烧锅岭、陈家店、十三家子等。

### 地形、地貌
合隆镇处于松辽盆地南部东南隆起区，全境覆盖中更新统冲积洪积黄土状土和沿河流分布的全新统冲积层。在燕山和喜山构造运动下，辖境呈现以北东向为主的褶皱与断裂构造；合隆向斜轴向呈北东展布。镇境大部地面为海拔200~220米的台地平原，在台地上分布着南大沟、青年沟等沟谷。最高点位于于家店，海拔约225米，最低点在西北方新凯河出境处，海拔约175米。

### 水文、土壤
合隆镇年均降水量约为550毫米。降水量年际变化较大，年内分配集中在6月至9月间。镇全境处于外流区，主要河流有伊通河、新凯河（旧名新开河）等，小型沟渠有南大沟、青年沟、妇女河等；自然湖泡有西南部的月牙泡（后淤塞，现开辟为水库）。
土壤以黑土为主，兼有黑钙土、草甸土和冲积土，适宜农耕。在开垦前，镇境原生植被为杂类草—羊草草甸化草原。经过两百多年的开垦，全境基本已辟为农田。

### 自然资源
合隆镇境内分布有小合隆气田，为L型天然气气田。
小合隆油页岩矿区中心位于刘万玉屯，其中油页岩矿储量C级198万吨、D级8616万吨。
另据1960年调查，境内有火硝产地1墒，年产量4000公斤。

## 交通

### 公路交通
合隆镇境内的公路交通较为发达。建成区内为市政道路，所有20个村全部实现“村村通”，全部自然屯均有公路到达。
合隆镇主要的对外公路有：
- 珲乌高速公路：在合隆街东侧过境，未在合隆镇境内设置出入口。

- 长太高速公路：在合隆街西侧过境，在后放牛窝堡有出入口。

- 302国道：又称长（春）农（安）公路、长（春）白（城）公路。在市政管理上，合隆镇境内路段称为北青年路[14]。南至长春站约15公里，北至农安约45公里。

- 334国道：又称长（春）白（城）公路西线，在合隆镇西南部的万家桥过境。

- 合隆—乾安公路：合隆镇内路段被农安县编为005县道，从合隆出发，经翁克、巴吉垒、伏龙泉、乌兰图嘎至乾安，系农安县西部的主要公路干线。

- 合隆—烧锅公路：在烧锅局子以北由合隆—乾安公路分岔，经小八家子至烧锅镇驻地烧锅店。

合隆镇内主要的公交线路有：
- 长春公交105路：现行编号为T105路，票价1—3元；隆泰商贸园—永春批发，04:35—17:10；永春批发—隆泰商贸园，05:45—18:40

- 长春公交123路：烧锅岭—太阳城，票价1—5元；06:30—17:05；太阳城—烧锅岭，05:40—17:05

- 长春公交185路：现行编号为K185路，票价2—4元；职教园区—太阳城，05:30—19:00；太阳城—职教园区，05:40—20:00

- 长春公交186路：现行编号为T186路，票价2—5元；小八家子—太阳城，05:20—16:30；太阳城—小八家子，06:20—17:40

- 长春公交308路：合隆—农安

- 长春公交315路：于家洼子—聂家屯环线

- 长春公交316路：合隆—小八家子

- 长春公交317路：合隆—上台子

- 长春公交325路：合隆—烧锅店[15]

- 长春公交？路：合隆—烧锅岭

- 合隆公交1号线：吉林华正—四平山

- 合隆公交2号线：陈家店—旺旺集团

在合隆客运站、隆泰商贸园和万隆购物广场楼前另有中小型营运车辆通往周边各地。
合隆街至长春站的车程约为30分钟。合隆街至长春的公交车全程运行时间通常在40分钟至1小时之间（视交通状况而定），至农安的班车全程约为1小时。

### 铁路交通
镇辖境东部有长白铁路过境，在合隆镇内未设置火车站。
提议中的长太白铁路也从合隆镇境内穿过。

### 轨道交通
合隆镇目前没有轨道交通。截至长春市城市轨道交通第三期建设规划为止，尚无在合隆镇境内修建轨道交通的计划。

## 地名由来
合隆镇地名由来有两种说法。

### 第一种说法[4]
在18世纪后期（约在1775至1790年间），山海关内有韩姓三兄弟来柳条边外落脚，在今天长春市宽城区兰家镇六马架村大合隆屯今址开设车马店，取“兄弟同心、生意兴隆”之意，称为“合隆店”。后弟弟在今天合隆街内繁华路附近开设分店，为区别于总店，称为“小合隆店”。后来在两家店面周围分别形成大合隆、小合隆两个居民点。由于小合隆一带交通便捷、商业发达，在规模上远远超过了大合隆，形成了一个集镇。

### 第二种说法
另一些来源的资料认为，大合隆原写为大河隆，在风水有“镇水”的含义。后来在大合隆东北方形成了另一个居民点，称为“小合隆”，即今天的合隆镇。

## 教育

### 高职院校
- 吉林司法警官职业学院
- 长春师范高等专科学校（位于职教园区）

### 普通高中
- 合隆高级中学

### 初级中学
- 合隆中学（农安县第十二中学）
- 合隆二中（孙家窝堡村）
- 合隆三中（谷家岭村）
- 合隆四中（迎新村）

### 十二年一贯制学校
- 博雅实验学校

### 九年一贯制学校
- 解放学校（合隆校区）
- 京师实验学校

### 中等专业学校
- 长春市城建工程学校（位于职教园区）
- 长春市第二中等专业学校（位于职教园区）
- 长春国际经济贸易职业学校

### 小学
- 合隆镇中心小学校
- 合隆镇实验小学

除合心村外，合隆镇各村设有村级小学。

### 其他
- 长春市实践教育学校（位于职教园区）
- 吉林省公路技工学校（吉林省交通运输厅培训中心）